# Sinunasale Aspergillose
Die Sinunasale Aspergillose (SNA) ist eine durch Schimmelpilze verursachte Entzündung der Nasenhöhle und der Nasennebenhöhlen. Sie ist die zweithäufigste Ursache für chronischen Nasenausfluss bei Hunden. Auslöser ist vor allem die Gießkannenschimmel-Art Aspergillus fumigatus. Die Ansteckung erfolgt über das Einatmen von Schimmelpilzsporen. Durch Schimmelpilztoxine und die Entzündungsreaktion kommt es zu Einschmelzungen im Bereich der Nasenhöhle, der Nasennebenhöhlen und der angrenzenden Schädelknochen. Typisch für die Erkrankung ist sich über Monate hinziehender, schleimiger, eitriger oder blutig-eitriger Nasenausfluss. Zur Diagnostik eignet sich vor allem die Endoskopie. Die Behandlung erfolgt mit pilzwirksamen Mitteln, wobei die örtliche Behandlung am erfolgversprechendsten ist.

## Ursache und Vorkommen

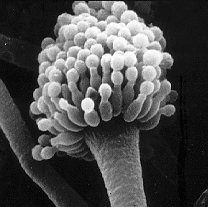
Konidienträger von Aspergillus fumigatus

Auslöser der SNA ist vor allem Aspergillus fumigatus, ein weltweit vorkommender, ubiquitärer Schimmelpilz, der auf vielen organischen Materialien wächst. Seltener sind andere Gießkannenschimmel-Arten wie A. niger oder A. flavus, noch seltener Pinselschimmelpilze beteiligt. Die Schimmelpilze verbreiten sich mit ihren Konidien über Luftströmungen und können dabei weite Strecken zurücklegen.
Betroffen sind vor allem mittelalte Hunde mit langem oder mittellangem Schädel. In einigen Studien waren Rüden häufiger betroffen als Hündinnen.

## Krankheitsentstehung
Die Infektion erfolgt durch Inhalation von Pilzsporen. Begünstigende Faktoren scheinen, im Gegensatz zur früheren Auffassungen, keine Rolle zu spielen. Auch wenn einzelne Erkrankungen in Zusammenhang mit Verletzungen, Fremdkörpern oder Tumoren auftreten, kommen sinunasale Aspergillosen auch bei sonst gesunden, immunkompetenten Tieren vor. Was am Ende bei einem Teil der Hunde zu einer SNA führt, während andere davon nicht betroffen sind, ist unklar. Menschen atmen täglich etwa 15 Gießkannenschimmelsporen ein, ein Hund vermutlich noch mehr. Möglicherweise hemmen Schimmelpilztoxine die Selbstreinigung und Phagocytose. Vermutlich spielt auch die vermehrte Bildung von Interleukin-10 eine Rolle, welches die Elimination von Pilzinfektionen durch eine Th1-Immunantwort hemmt. Vielleicht ist auch eine überschießende Entzündungsreaktion durch Th17-Zellen ein maßgeblicher krankheitsauslösender Faktor.
Die Erkrankung befällt die Nasenhöhle sowie die Kiefer- und die Stirnhöhlen. Durch die Entzündungsreaktion und Schimmelpilztoxine kommt es zu einer Zerstörung der Nasenmuscheln. Bei schweren Erkrankungen werden auch die umgebenden Schädelknochen zerstört, so dass die Infektion bis in die Augenhöhle und durch die Siebplatte bis ins Riechhirn vordringen kann. Die Schimmelpilze selbst dringen nicht in die Nasenschleimhaut oder darunterliegendes Gewebe ein.
Die Entzündung ist vor allem durch Lymphozyten und Plasmazellen dominiert. Manchmal sind auch neutrophile Granulozyten, sehr selten Mastzellen oder eosinophile Granulozyten beteiligt.

## Klinisches Bild
Die sinunasale Aspergillose ist vor allem durch chronischen Nasenausfluss gekennzeichnet, der sich über Wochen erstrecken kann und meist einseitig beginnt. Der Ausfluss kann schleimig, eitrig oder blutig-eitrig ausfallen. Darüber ist der Gesichtsschädel schmerzhaft und der Nasenspiegel kann geschwürig verändert und depigmentiert sein.
Bei stärkerer Zerstörung der Binnenstrukturen in der Nase kann Nasenbluten auftreten, welches unter Umständen lebensbedrohliche Ausmaße annehmen kann. Bei Eindringen der Infektion in die Augenhöhle kann es zu vermehrtem Tränenfluss, bei Einbruch in die Schädelhöhle zu neurologischen Symptomen wie Anfällen kommen.

## Diagnostik
Chronischer, auf Antibiotika nicht ansprechender Nasenfluss ist bereits ein wichtiges Indiz. Auszuschließen sind vor allem Tumoren und Fremdkörper der Nasenhöhle, oronasale Fisteln sowie Zahnerkrankungen.
Serologische Methoden wie ELISA oder Agar-Gel-Immunodiffusionstest haben eine Spezifität von fast 100 % und eine Sensitivität von 77 bzw. 88 %. Da falsch-positive Ergebnisse möglich sind, ist eine Überprüfung des Ergebnisses durch bildgebende Verfahren oder Endoskopie auf jeden Fall zu empfehlen.
Zytologisch lassen sich Pilzhyphen in Nasensekret oder Nasenabstrichen nachweisen, allerdings nur in etwa einem Fünftel der blind gewonnenen Proben. Daher sollte die Probenentnahme unter endoskopischer Kontrolle aus sichtbar veränderten Gebieten erfolgen. Gleiches gilt für die Probengewinnung für eine Pilzkultur. Die Sensitivität erhöht sich durch eine endoskopische Probenentnahme auf 75 bis 100 %. Falsch-positive Ergebnisse können durch die Anzüchtung harmloser Kommensalen entstehen.
Als bildgebende Verfahren werden Röntgen, Computertomographie und Magnetresonanztomographie eingesetzt. Typische Befunde sind Zerstörungen der Nasenmuscheln und seltener auch der Nasenscheidewand, verdickte Schleimhaut, Weichteilverschattungen in Nase und Nasennebenhöhlen sowie Veränderungen des Stirnbeins.
Die Endoskopie wird als Mittel der Wahl zur Diagnostik der sinunasalen Aspergillose angesehen. Hierbei können weiße, gelbe, schwarze oder grünliche Pilzrasen (Plaques) mit flockiger oder samtiger Oberfläche visualisiert werden. Darüber hinaus lässt sich die Zerstörung der Nasenmuscheln und der Nasenscheidewand nachweisen. Die Stirnhöhle ist der direkten endoskopischen Untersuchung nicht zugänglich, hier muss eine Trepanation erfolgen. Dies ist von praktischer Bedeutung, weil es Patienten gibt, bei denen sich keine Pilzrasen in der Nasenhöhle finden, sondern nur in der Stirnhöhle. Weitere Vorteile der Endoskopie sind die Möglichkeit der Probengewinnung und die Möglichkeit des Abtragens veränderten Gewebes, was für eine erfolgreiche Behandlung meist unumgänglich ist. Die Endoskopie muss in einer tiefen Narkose durchgeführt werden.

## Behandlung
Zur Behandlung werden Antimykotika eingesetzt.
Die alleinige Behandlung mit oral verabreichten Antimykotika wie Ketoconazol oder Thiabendazol führt nur in der Hälfte der Fälle zu einer vollständigen Heilung. Mit neueren Antimykotika wie Itraconazol oder Fluconazol über einen Zeitraum von sechs Wochen steigt die Heilungschance auf 70 %. Insgesamt ist die Ganzkörperbehandlung aufgrund der fehlenden Schleimhautpenetranz der Schimmelpilze der örtlichen Gabe unterlegen. Örtlich werden Clotrimazol oder Enilconazol angewendet, vorzugsweise nach dem Abtragen veränderten Gewebes. In der Regel sind mehrmalige örtliche Behandlungen notwendig.
Die zweimal tägliche Spülung über chirurgisch gelegte Verweilkatheter wird von Hunden meist nur unter Sedation toleriert und daher kaum noch durchgeführt. Zudem können die Katheter verrutschen und es besteht die Gefahr einer Lungenentzündung durch Verschlucken. Die Trepanation der Stirnhöhle zum vorübergehenden Legen eines Katheters mit Spülung und Einbringen eines Depots von Clotrimazol-Creme erfordert kürzere Klinikaufenthalte und erzielt gute Therapieerfolge. Allerdings gibt es keine vergleichenden Studien, die einen Vergleich einzelner Methoden oder Kombinationen (örtliche und Ganzkörperbehandlung) zulassen.
Ein radikales Ausräumen der Nasenhöhle ist routinemäßig nicht notwendig, kann bei schweren oder therapieresistenten Aspergillosen aber angezeigt sein.
Bei etwa der Hälfte der Patienten kann, trotz erfolgreicher Behandlung, leichter Nasenausfluss bestehen bleiben. Dies wird auf irreversibel geschädigte Nasenmuschelanteile, Persistieren von Entzündungsherden trotz Erregereliminierung und erhöhte Neigung zu bakteriellen Infektionen der Nase zurückgeführt.